# Кестерциемс
Ке́стерциемс (латыш. Ķesterciems) — населённый пункт («среднее село», латыш. vidējciems) в Энгурской волости Тукумского края Латвии. Численность населения, по данным управления по делам гражданства и миграции, на 2015 год составила 241 человек.

## Исторические факты
- На окраине села в советские годы располагался пионерский лагерь п/о «Radiotehnika» — «Альбатрос».
- 15 августа 1990 года в двух километрах западнее Кестерциемса, на 35-м км шоссе Слока — Талси в автокатастрофе погиб Виктор Цой.